# Jin Matsubara

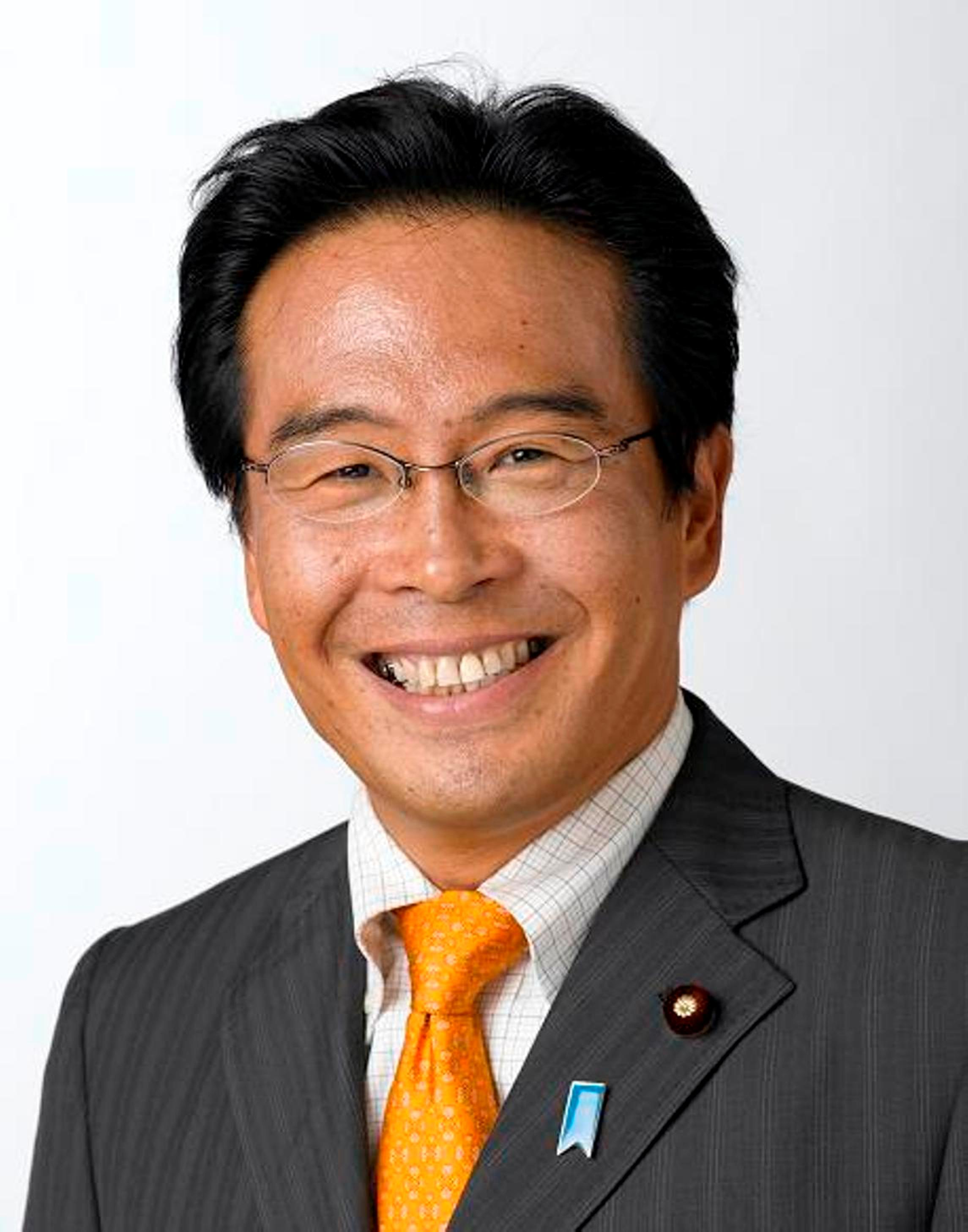
Jin Matsubara (2011)

Jin Matsubara (jap. 松原 仁 Matsubara Jin; * 31. Juli 1956 in Itabashi, Präfektur Tokio) ist ein japanischer Politiker (NLK→parteilos→LDP→JRP→NFP→LP→Minseitō→DP→DFP→Kibō→parteilos→KDP→parteilos/KDP-Fraktion→partei- und fraktionslos) und Abgeordneter im Shūgiin, dem Unterhaus des nationalen Parlaments, für den Wahlkreis 26 der Präfektur Tokio.

## Leben
Matsubara, Absolvent der Waseda-Universität und des Matsushita Seikei Juku begann seine politische Karriere 1985, als er für den Neuen Liberalen Klub in Ōta erfolglos für das Präfekturparlament Tokio kandidierte. 1989 wurde er als Unabhängiger mit Unterstützung der Zeikin-tō („Steuerpartei“) gewählt und trat anschließend der Liberaldemokratischen Partei bei. Dem Präfekturparlament gehörte er für knapp zwei Amtszeiten bis 1996 an; er wurde in den Parteiumbildungen der 1990er Jahre Mitglied der Erneuerungspartei, der Neuen Fortschrittspartei, der Liberalen Partei von Ichirō Ozawa und damit ab 2003 schließlich der Demokratischen Partei.
1996 trat Matsubara zurück, um bei der Shūgiin-Wahl 1996 im neuen Einmandatswahlkreis Tokio 3 in die nationale Politik zu wechseln, der nach einem Neuzuschnitt 2017 Teile von Shinagawa und Ōta, die Izu- und Ogasawara-Inseln umfasst. Er unterlag dem Liberaldemokraten Shin’ichirō Kurimoto und verfehlte auch 1998 bei einer Nachwahl im benachbarten Wahlkreis Tokio 4 den Sprung ins nationale Parlament. Erst bei der Shūgiin-Wahl 2000 gewann er den Wahlkreis 3 und wurde dort 2003, 2009 und 2021 wiedergewählt; 2005, 2012, 2014 und 2017 unterlag er Hirotaka Ishihara, einem Sohn von Ex-Gouverneur Shintarō Ishihara, blieb aber jeweils mit einem knappen Wahlkreisergebnis über den Verhältniswahlblock Abgeordneter.
2011 wurde Matsubara unter dem Kabinett Noda zunächst Staatssekretär (fukudaijin) im MLIT. Im Januar 2012 berief ihn Noda dann in Nachfolge von Kenji Yamaoka (ebenfalls Ozawa-Gruppe) als Vorsitzenden der Nationalen Kommission für Öffentliche Sicherheit und Minister beim Kabinettsbüro für besondere Aufgaben für Verbraucher und Lebensmittelsicherheit (shōhisha oyobi shokuhin anzen) in sein umgebildetes Kabinett; auch die Zuständigkeit für die Entführungsfrage (rachi mondai) übernahm Matsubara von Yamaoka. Bei einer erneuten Kabinettsumbildung im Oktober 2012 wurde er wieder ausgewechselt.
Von 2013 bis 2014 führte Matsubara das Komitee für Parlamentsangelegenheiten der Demokratischen Partei. Ab 2013 war er außerdem Vorsitzender des Präfekturverbands Tokio der Demokratischen Partei, danach der Demokratischen Fortschrittspartei (DFP). Nach der Niederlage bei der Präfekturparlamentswahl in Tokio 2017 trat er zurück. Beim Tokioter Präfekturparteitag im September 2017 wurde Akira Nagatsuma zu seinem Nachfolger gewählt, der aber wenige Wochen später in die Konstitutionell-Demokratische Partei (KDP) wechselte. Matsubara schloss sich dagegen der neuen Partei der Hoffnung von Tokios Gouverneurin Yuriko Koike an. Bei der Fusion der Partei der Hoffnung mit der DFP im Mai 2018 zur Demokratischen Volkspartei (DVP) beteiligte sich Matsubara nicht und wurde parteilos. Im Mai 2019 schloss er sich der Fraktion Shakaihoshō o tatenaosu kokumin kaigi an und gehörte ab September 2019 zur Gemeinschaftsfraktion von KDP, DVP und Sozialdemokratischer Partei. Ein Jahr später trat er der „neuen“ KDP bei, die einen Teil der DVP und einen Teil der Fraktion absorbierte.
Im Juni 2023 reichte Matsubara im Streit um die Mehrheitswahlnominierungen für die nächste Shūgiin-Wahl, bei der Tokio fünf Wahlkreise gewinnt und Matsubara im neuen Wahlkreis Tokio 26 antreten will, seinen KDP-Parteiaustritt ein. Er kandidierte ohne Parteinominierung (aber auch ohne KDP-Gegenkandidat) im Wahlkreis 26 und setzte sich mit rund 46 % der Stimmen durch. Er kehrte anschließend nicht in die KDP-Fraktion zurück.